# دالي (جين)
دالي (تأخر الانقسام بشكل غير طبيعي) هو اسم الجين الذي يشفر بروتين معدل HS الموجود في ذبابة الفاكهة (دروسوفيلا ميلانوجاستر). يجب معالجة البروتين بعد تدوينه، وفي شكله الناضج يتكون من 626 من الأحماض الأمينية، مما يشكل بروتيوغليكان غنيًا بكبريتات الهيبارين التي ترتكز على سطح الخلية عن طريق الارتباط التساهمي بالجليكوفوسفاتيديلينوزيتول، حتى نتمكن من تعريفه على أنه جليبيكان. من أجل التخليق الحيوي الطبيعي، فإنه يتطلب بدون سكر، وهو جين يشفر إنزيمًا يلعب دورًا مهمًا في عملية تعديل الدالي.

## وظيفة دالي

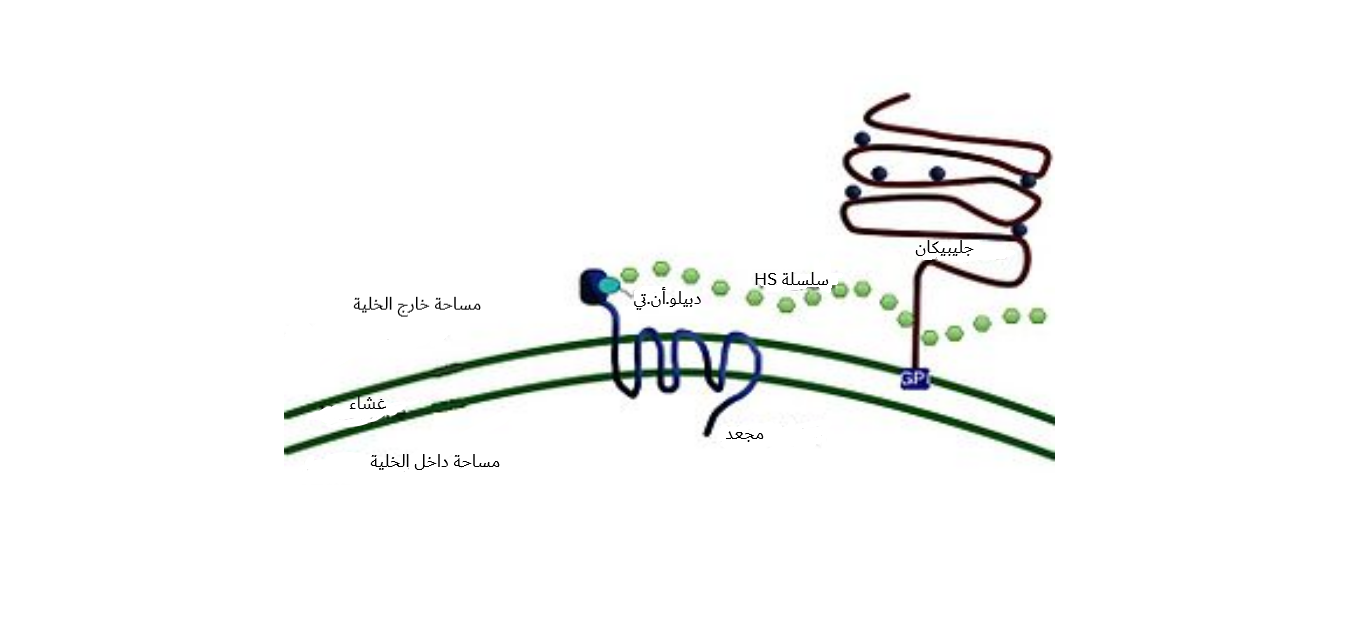
يعمل دالي كمستقبل أساسي للمجعد، مستقبل بروتين دبيلو.أن.تي.

يعمل دالي كمستقبل مشترك لبعض جزيئات الإشارات المفرزة كعامل نمو الخلايا الليفية وعامل نمو بطانة الأوعية الدموية وعامل نمو خلايا الكبد وأعضاء مسار إشارات بروتين دبيلو.أن.تي وعائلات عامل النمو المحول بيتا والقنفذ. كما أنه ضروري لنمط انقسام الخلايا أثناء التطور بعد الجنيني للجهاز العصبي.
وهو مكون تنظيمي لمستقبل بدون أجنحة وهو جزء من مركب متعدد البروتينات مع بروتينات عبر الغشاء المجعد. لذلك، فإنه ينظم عاملين لنمو الخلايا في ذبابة الفاكهة الميلانية، بدون أجنحة وديكابينتابليجيك (تمتلك 15 قرصًا للحشرة الكاملة). يجب أن يقال أنه في الفقاريات ما يعادل ديكابينتابليجيك (تمتلك 15 قرصًا للحشرة الكاملة) هي بروتينات مورفوجينية عظمية، والثدييات التي تساوي بدون الأجنحة قد تكون إنتغرين بيتا 4. الأول بدون الأجنحة يتحكم في تكاثر الخلايا وتمايزها أثناء نمو الأجنة، وتحديدًا في البشرة، بينما يلعب الأخير ديكابينتابليجيك (تمتلك 15 قرصًا للحشرة الكاملة) دورًا في نمو الأقراص التخيلية.
ديكابينتابليجيك (تمتلك 15 قرصًا للحشرة الكاملة) وبدون الأجنحة متخاصمان بشكل متبادل في تصميم الأعضاء التناسلية. بشكل ملموس، ينظم دالي بشكل انتقائي كل من إشارات بدون الأجنحة في البشرة وديكابينتابليجيك (تمتلك 15 قرصًا للحشرة الكاملة) في الأعضاء التناسلية. من المفترض أن يُتحكَّمُ في هذه الانتقائية من خلال نوع غليكوز امينوغليكان المرتبط ببروتين دالي، مع الأخذ في الاعتبار أن هناك تنوعًا هيكليًا ضخمًا في جليكوزامينوجليكان.
تحدث تشوهات الأنسجة في حالات مختلفة. كما قيل في المقدمة، فإن الإنزيم بدون سكر ضروري للتخليق الحيوي الطبيعي للدالي. هذا هو السبب في أن غياب أو خلل هذا الإنزيم لا يسمح بإشارات بدون الأجنحة وديكابينتابليجيك (تمتلك 15 قرصًا للحشرة الكاملة) الصحيحة. كما أن التعبير عن بروتينات دالي المتحولة يغير مسارات إشارات بروتين دبيلو.أن.تي، مما يؤدي إلى حالات شاذة في عين ذبابة الفاكهة، والهوائي، والأعضاء التناسلية، والجناح، والتشكل العصبي.

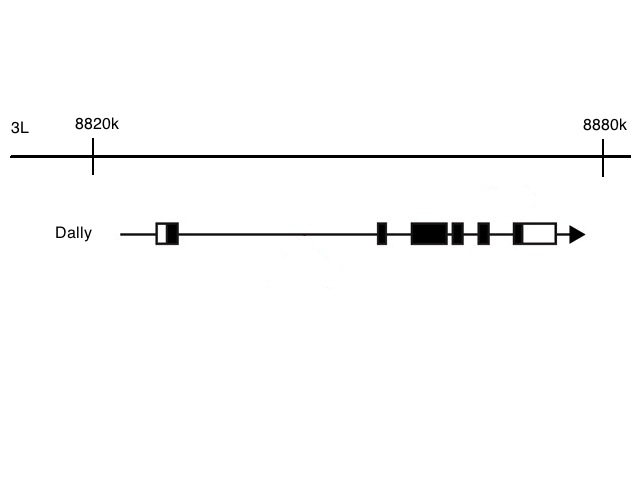
موقع دالي في الكروموسوم 3.

## موقع الجين
كان جين دالي موجودًا في الكروموسوم 3، بشكل ملموس في المنطقة 3L 8820605-8884292.

## طفرات وآثارها
طفرة دالي هي نتيجة للعنصرP والمكان الذي يقع فيه. من الممكن التمييز بين الطفرة دالي-P1 ودالي- P2، اعتمادًا على مكان إدخال عنصرP. من المعروف أن دالي-P2 يولد كمية أكبر من العيوب. هذا دالي المتحور يعطل تقدم دورة الخلية، مما يؤخر العملية أثناء انتقال الانقسام المتساوي الطور الثاني. في الواقع، فإن الطفرات التي تؤثر على دالي تعطل نمط العديد من الأنسجة، على سبيل المثال الجهاز العصبي. تعرض طفرات دالي عيوب تقدم دورة الخلية في مجموعات محددة من الخلايا المنقسمة. هذه الطفرات متعددة الخواص ويمكن أن تؤثر على الصلاحية وتنتج عيوبًا شكلية في العديد من الأنسجة البالغة، مثل العين والهوائي والجناح والأعضاء التناسلية.

## علاج
بمجرد تقنين الطفرة وعمل البروتين، لا توجد فرصة للعودة إلى الوراء وسنتحدث عن فرد متحور. ومع ذلك، إذا دوِّنَ الدالي المتحور ولكنه لا يؤدي وظيفته بعد، فيمكن للمرافق التعرف عليه ومحاولة تصحيح الطفرة، أو إرساله مباشرة إلى جسيم بروتيني باستخدام يوبيكويتين وتحلله.
على الرغم من ذلك، هناك حل آخر ممكن عندما تحدث تشوهات نتيجة لفقدان نشاط بدون الأجنحة. يمكن أن يحفز دالي خارج الرحم إشارات بدون الأجنحة ولكن هذا التأثير يعتمد على بعض نشاط بدون الأجنحة المتبقي على سطح الخلية. علاوة على ذلك، فإن التعبير خارج الرحم عن دالي + من HS-دالي + الجينات المحورة، يحفز إشارات بدون الأجنحة. وهكذا، يُستَرد فقدان بشرة اليرقات العارية وبمجرد أن تصبح اليرقة بالغة، تقوم أنسجتها بأداء وظيفتها الطبيعية. على الرغم من هذه الحقيقة، فإن التعبير المكثف عن دالي + يؤدي إلى موت معظم أجنة ذبابة الفاكهة الميلانية.

## روابط خارجية
- متماثل الثدييات من بدون الأجنحة التي قد تكون إنتجرين- بيتا 4.
- مسار إشارات بروتين دبيلو.أن.تي - الإنسان العاقل (الإنسان).